# 1891 in Italia

## Situazione

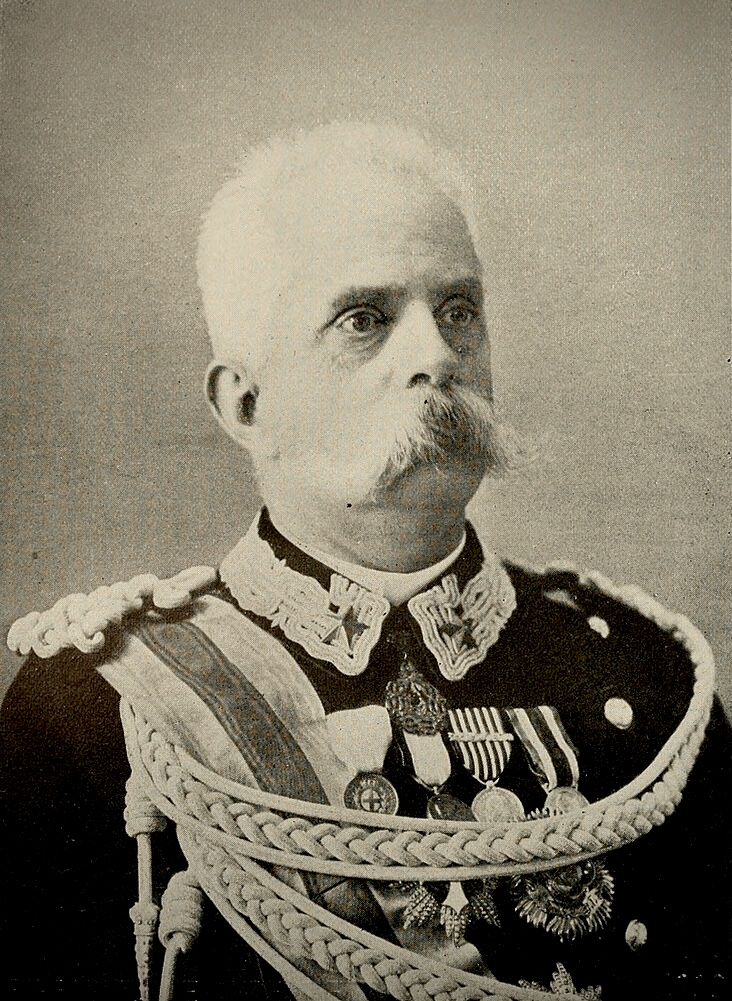
Umberto I

- Il capo dello stato è re Umberto I (1878–1900)
- Il capo del governo a inizio dell'anno è Francesco Crispi (1887–1891); gli succede, il 6 febbraio, Antonio di Rudinì (febbraio 1891-maggio 1892)

## Avvenimenti

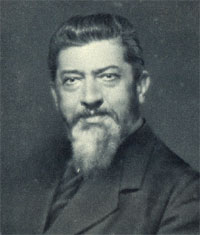
Filippo Turati

- 15 gennaio: a Genova è fondata la prima Camera del Lavoro, sull'esempio della Bourse du Travail fondata a Parigi nel 1887.

- 15 gennaio: Filippo Turati fonda  a Milano Critica Sociale, una rivista d'ispirazione socialista[1].

La rivista affronta tutti i gravi problemi pubblici degli anni Novanta dell'Ottocento: lo scandalo della Banca Romana, gli scandali bancari, la repressione dei disordini dei Fasci siciliani, la guerra coloniale in Africa e le rivolte per il cibo.
- 31 gennaio: il presidente del Consiglio Francesco Crispi, in seguito al forte disaccordo con la Destra storica, causato della crisi economica e finanziaria che attraversa il paese, si dimette[2].

- 6 febbraio: Antonio di Rudinì forma un gabinetto di coalizione con parte della Sinistra di Giovanni Nicotera. Il ministro delle finanze Luigi Luzzatti abolisce imprudentemente il sistema di frequenti compensazioni di banconote tra banche, misura che facilitò la duplicazione di parte della carta moneta e accelerò la crisi bancaria del 1893 e il conseguente scandalo della Banca Romana.

- 11 marzo: Giosuè Carducci subisce una violenta protestata degli studenti repubblicani all'università di Bologna dove era professore.[3]

- 14 marzo: linciaggio di undici italiani a New Orleans. L’Italia invia una nave da guerra per rimpatriare gli italiani che vogliono abbandonare la città e sospendere le relazioni diplomatiche con gli Stati Uniti[4][5].

- 24 marzo e 15 aprile: accordi riservati anglo-italiani riconoscono il protettorato di Roma sull'Etiopia e persuadono il Sultano di Zanzibar a concedere in affitto all'Italia il territorio del Benadir, che diverrà parte della Somalia nel 1905)[6][7].

In cambio, l'Italia si impegna a non perturbare il regime idrico del Nilo e dei suoi affluenti costruendovi dighe.
- 20 aprile:  Critica Sociale pubblica il programma della Lega socialista di Milano, che mira a fondare un partito socialista.
- 24 aprile: La Camera approva una legge che abolisce il sistema di lista, introdotto nel 1882. L'Italia torna al sistema maggioritario[8].

- 1º maggio: 
  - manifestazione anarchica a  piazza Santa Croce in Gerusalemme a Roma[9].
  - Felice Giuffrida organizza a Catania i primi Fasci siciliani ufficiali[10].

- 6 maggio: viene rinnovata la Triplice alleanza tra Austria, l’Germania e Italia[11].

Il trattato rinnovato include le modifiche apportate nei due trattati aggiuntivi del 1887, sulle aspirazioni dell'Italia nel Mediterraneo e sulla compensazione territoriale per l'Italia in caso di espansione austriaca nei Balcani

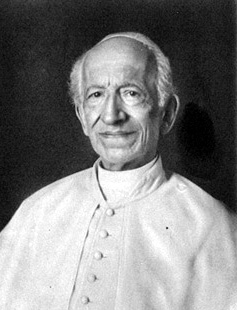
Leone XIII

- 15 maggio: Leone XIII promulga l'enciclica Rerum Novarum, che per la prima volta prende posizione sulle questioni sociali e sulla condizione dei lavoratori.

Leone XIII rifiuta il socialismo e la lotta di classe, ma incoraggia associazioni con lo scopo di "conciliazione e mutuo soccorso".
In Italia si sviluppa un movimento cattolico sociale sotto la direzione dell’Opera dei Congressi (Giuseppe Toniolo).
- 29 maggio: alla Camera dei deputati Giovanni Bovio propone l'abbandono della politica di espansione in Africa, ma la sua proposta, sostenuta solo dalla Sinistra estrema, viene respinta il 6 giugno.

- 2-3 agosto: Il Congresso dei Lavoratori Italiani di Milano propone la costituzione di un Partito Socialista Italiano[13].

- 27 ottobre: è approvata la Legge Nicotera, che rende completamente legale la prostituzione in appartamenti privati. Vengono creati anche dei sifilicomi (ospedali per prostitute), nella convinzione che le stesse portassero malattie veneree.

Poiché le prostitute trovassero oppressivo questo sistema regolamentato, svilupparono dei modi per resistervi.

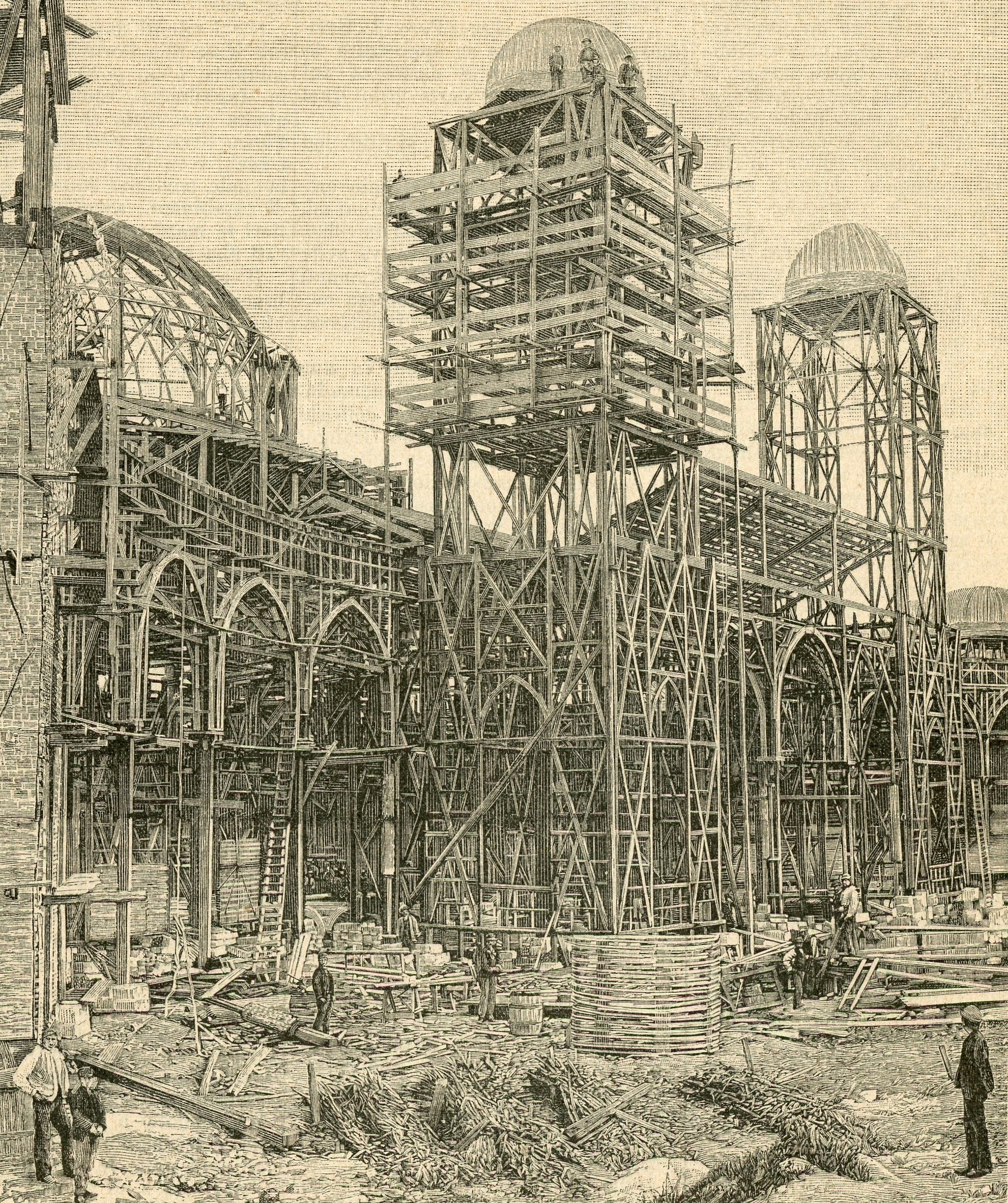
Esposizione Nazionale di Palermo - L’ingresso principale in costruzione.

- 15 novembre: inaugurazione dell'esposizione nazionale di Palermo[15][16].

## Cultura

### Cucina
- Esce la prima edizione de La scienza in cucina e l'arte di mangiar bene, il testo di Pellegrino Artusi.

### Letteratura
Sono pubblicati:
- Er Mago de Bborgo. Lunario pe' 'r 1891, il secondo almanacco di Trilussa
- Lettere al padre, epistolario postumo di Virginia Galilei de' Zorzi, figlia di Galileo Galilei, in religione suor Maria Celeste, pubblicato postumo nel 1891 presso l'editore Barbera di Firenze a cura di Antonio Favaro.
- L'illusione, il primo romanzo di Federico De Roberto; la storia di Teresa Uzeda Duffredi, nipote della Teresa con cui si aprono I Viceré.
- Mastro Titta, il boia di Roma: memorie di un carnefice scritte da lui stesso, autobiografia apocrifa di Mastro Titta.

### Musica
- 31 ottobre: al Teatro Costanzi di Roma c'è la prima rappresentazione de L'amico Fritz, opera di Pietro Mascagni su libretto di P. Suardon (pseudonimo di Nicola Daspuro).

### Poesia
Sono pubblicate:
- Myricae
- Pasqua di Gea

### Sport
- l'Italia è presente ai Campionati mondiali di sollevamento pesi, ove Giacomo Zafarana si aggiudica la medaglia d'argento
- a Roma nasce la Rari Nantes Roma per iniziativa dello scultore trentino Achille Santoni.[17]